# Киян Костянтин Миколайович
Костянти́н Микола́йович Киян — підполковник Збройних сил України.

## З життєпису
1997 року закінчив Харківське гвардійське вище військове танкове командне ордена Червоної Зірки училище імені Верховної Ради України.

## Нагороди
8 вересня 2014 року — за особисту мужність і героїзм, виявлені у захисті державного суверенітету та територіальної цілісності України, вірність військовій присязі під час російсько-української війни, відзначений — нагороджений орденом Данила Галицького.